# 里氏鸭龙属
里氏鸭龙（意为“里亚宾宁的鸭嘴龙”）是直姆指龙类恐龙已灭绝的一个属，生存于晚白垩世马斯特里赫特阶的克里米亚。模式种卫氏里氏鸭龙（Riabininohadros weberi，后来更正为R. weberae）原为正骨龙的一个种，直到2015年才建立新属。

## 发现与命名
1945年，安纳托利·尼古拉维奇·里亚宾宁（Anatoly Nikolaevich Riabinin）根据乌克兰（当时为苏联的一部分）克里米亚一个马斯特里赫特阶的未命名地层中发现的后肢骨骼首次将其命名为卫氏正骨龙（Orthomerus weberi），种名纪念G·F·韦伯（G. F. Weber），她于1934年在巴赫奇薩賴附近发现这些标本。该发现于1937年发表在科学文献中。由于韦伯是女性，因此列夫·尼索夫（Lev Nesov）于1995年将种名改为阴性形式weberae。尽管在近期的鸭嘴龙科研究中被划入疑名，但俄罗斯业余古生物学家罗曼·乌兰斯基（Roman Ulansky）仍将其非正式命名为新属里氏鸭龙。由于出版物不符合《国际动物命名法规》的要求，因此“里氏鸭龙”在洛帕丁和阿韦里亚诺夫于2020年正式发表之前并不是该分类单元的有效名称。
标本ZGTM 5751是在克里米亚贝什科什山（Mt. Besh-Kosh）一处未命名的晚白垩世马斯特里赫特阶海相沉积层中发现，位于卡西米罗夫小箭石（Belemnella casimirovensis）菊石带。主要由左后肢组成，包括股骨、胫骨、胫骨、距骨、跟骨，第二和第三跖骨及第二趾第一趾骨。2018年发现里亚宾宁错误鉴别了几块骨骼，也有部分右胫骨被证实存在。1965年阿莱希诺出土的一具幼龙骨骼被视为鸭嘴龙科的一个新物种。

## 分类
由于正骨龙通常被归入鸭嘴龙科或与之关系很近的演化支，因此通过对该类群的研究来确定其演化位置。然而，正如洛帕丁和阿韦里亚诺夫在2020年指出，里氏鸭龙的股骨非常独特，在禽龙类（包括鸭嘴龙科及其近亲）中没有形态学上的相似物种。相反，洛帕丁和阿韦里亚诺夫根据形态原始的跟骨将其分类为直姆指龙类（更具体地说是硬棘龙类）的原始成员，远在鸭嘴龙超科之外，与演化支中的其他分类单元关系不明。